# Prva nogometna liga Danske
Prva nogometna liga Danske je drugi razred danskog nogometa. Osnovana je 1991. godine, a sastoji se od 12 klubova. 

## Momčadi sezone 2025./26.
- AaB
- Aarhus Fremad
- B.93
- Esbjerg
- Hillerød
- Hobro
- Horsens
- Hvidovre
- Kolding
- Køge
- Lyngby
- Middelfart

## Vanjske poveznice
- Službene stranice